# Stefan Grossmann
Stefan Grossmann, född 18 maj 1875 i Wien, död 3 januari 1935 i Wien, var en tysk journalist, teaterkritiker och författare.

## Biografi
Stefan Grossmann arbetade i Wien från 1904 på Arbeiter-Zeitungs redaktion och skrev också teaterpjäser med början med Der Vogel im Käfig, som sattes upp första gången 1906. Han var samma år en av grundarna av Freien Volksbühne für die Wiener Arbeiter i Wien efter förebild av Volksbühne i Berlin. 
Stefan Grossmann flyttade till Berlin 1913 och blev medarbetare i bland andra 'Schaubühne och Die Zukunft. Förläggaren Franz Ullstein rektyterade honom som utrikeskorrespondent till Vossische Zeitung i Frankrike och Österrike. Han lämnade tidningen 1919 och startade tillsammans med förläggaren Ernst Rowohlt 1920 den oavhängiga veckotidskriften Das Tage-Buch.
Tidskriften utvecklades under Weimarrepubliken till en inflytelserik och radikaldemokratisk tidskrift. Han utvisades som jude av den nya nazistregimen och återvände till Österrike.

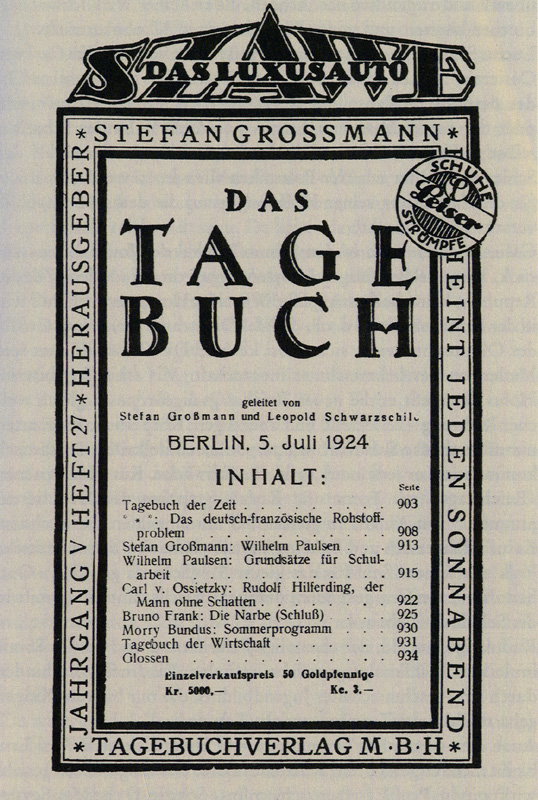
Förstasidan på Das Tage-Buch 5 juli 1924

Han var gift med svenskan Ester Strömberg (1873–1944), som drev Die Schwedische Turnschule, en gymnastikundervisning, i Wien. Paret fick barnen Maya Grossmann-Unna (1909–1963) och Birgit Grossman-Wittgenstein (1911–1980). Monica Nagler Wittgenstein är en sondotter till makarna.

## Teaterpjäser i urval
- Der Vogel im Käfig, Wien 1906
- Apollo Brunnenstraße (tillsammans med Franz Hessel), Berlin 1930
- Die beiden Adler, Berlin 1931